# Craig Johnston
Craig Johnston, né le 25 juin 1960 à Johannesburg (Afrique du Sud), est un footballeur anglais d'origine australienne, qui évoluait au poste de milieu de terrain ou attaquant à Liverpool.

## Carrière
- 1977-1978 : Middlesbrough
- 1978 : Newcastle KB United
- 1978-1981 : Middlesbrough
- 1981-1982 : Liverpool
- 1982 : Newcastle KB United
- 1982-1988 : Liverpool  [1]

## Palmarès

### Avec Liverpool
- Vainqueur de la Ligue des champions de l'UEFA en 1984.
- Vainqueur du Championnat d'Angleterre de football en 1982, 1983, 1984, 1986 et 1988.
- Vainqueur de la Coupe d'Angleterre de football en 1986.
- Vainqueur de la Coupe de la ligue anglaise de football en 1983 et 1984.